# Verdrag van Livadia
Het Verdrag van Livadia van 1879 was een overeenkomst tussen Rusland en China. Het belangrijkste punt in het verdrag waren afspraken over de politieke en bestuurlijke toekomst van de Ili-vallei. Het verdrag is door China nooit geratificeerd.

## Achtergrond

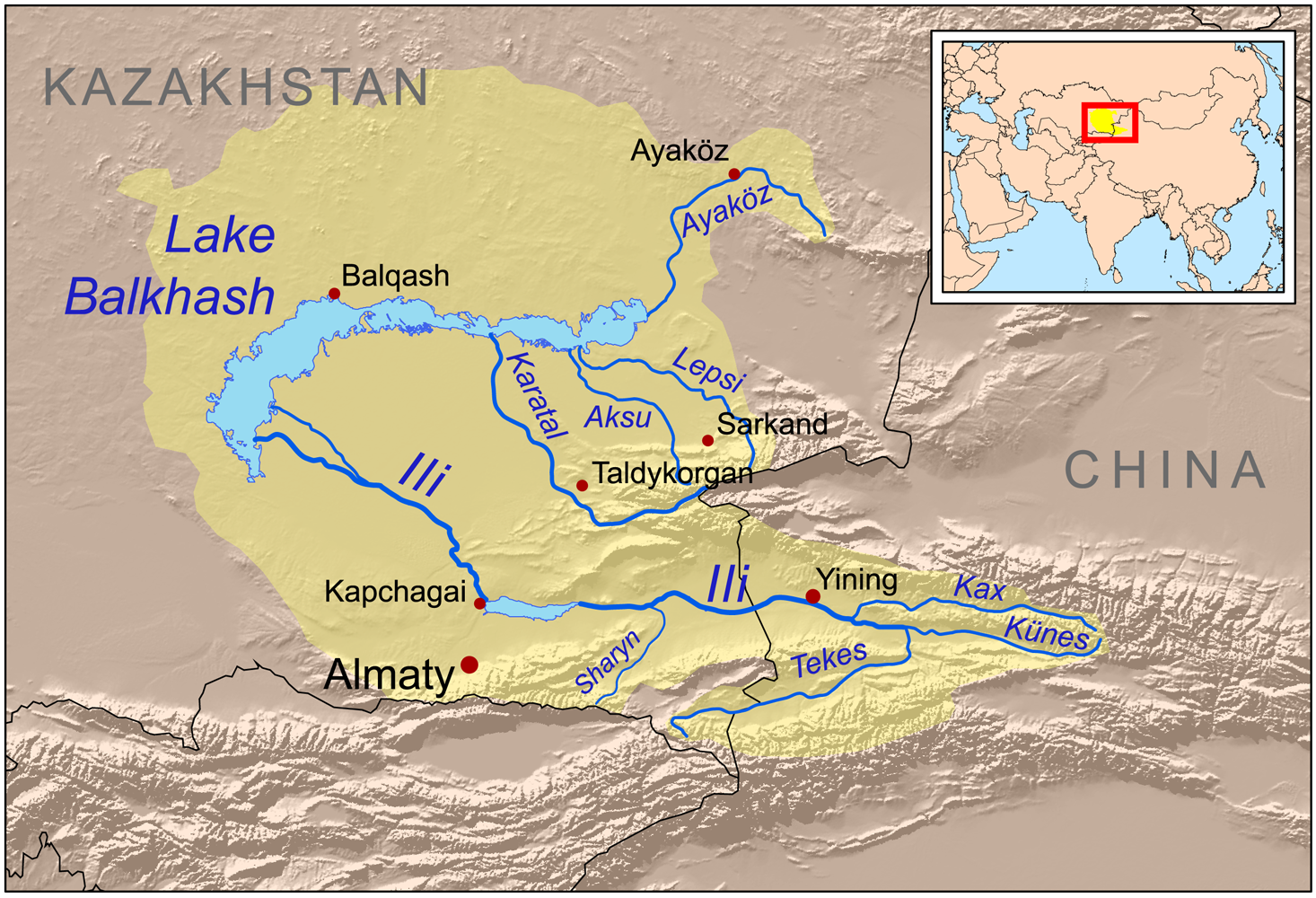
Het stroomgebied van de Ili dat eindigt in het Balkasjmeer

In 1755 bracht de Chinese keizer Qianlong de Dzjoengaren de finale nederlaag toe. Hij incorporeerde het bekken van Dzjoengarije, het Tarimbekken en het gebied van de Ili-vallei in het Chinese rijk. Gezamenlijk vormen die gebieden nu de huidige Chinese provincie Sinkiang. In 1864 brak in het Tarim-bekken een opstand van Hui, Chinese moslims, tegen de Qing-dynastie uit. Yakub Beg (1820-1877), een avonturier van Tadzjiekse afkomst en afkomstig uit het toen nog onafhankelijke kanaat van Kokand, wist de opstand te kapen. Hij creëerde een onafhankelijk emiraat in het gebied dat tussen 1866 en 1877 heeft bestaan.
Onder het voorwendsel Russische burgers en belangen te moeten beschermen ging Rusland in 1871 over tot een invasie van de Ili-vallei en bezette het gebied. Daarbij doet het de belofte dat het de troepen zou terugtrekken en de bezetting zou opheffen als er weer een stabiele situatie in het gebied zou zijn. De Russische verwachting was kennelijk dat dit enige tijd zou kunnen duren, want het herstelde irrigatiesystemen, stichtte tweetalige scholen, een ziekenhuis en een aantal  Russisch-orthodoxe kerken.
Vanaf 1876 begon echter de herovering van het gebied van het Tarim-bekken door een Chinees leger onder leiding van Zuo Zongtang. Volstrekt tegen de verwachting van vele waarnemers verliep die campagne voorspoedig en snel voor de Chinezen. In mei 1877 overleed Yakub Beg, vermoedelijk aan een hartaanval. Een aantal personen, waaronder zijn zoons, trachtten de strijd voort te zetten. In januari 1878 was de totale herovering van het gebied echter een feit. Er was op dat moment ook een overmacht van Chinese strijdkrachten aan de grens met de Ili-vallei ten opzichte van de Russische.

## Het verdrag
In 1879 vonden besprekingen plaats tussen Rusland en China over het gebied. Ondanks de relatief gunstige uitgangspositie van China ging de Chinese onderhandelaar Chonghou akkoord met een tekst die buitengewoon ongunstig was voor het Chinese rijk.
De tekst van het verdrag sprak uit, dat
1. er behalve enige grenscorrecties geen sprake zou zijn van teruggave van gebied door Rusland aan China
2. Rusland zeven nieuwe consulaten mocht openen in Sinkiang en Mongolië
3. Russische handelaren belastingvrij mochten handelen in deze gebieden
4. Russische handelaren toegang kregen tot handelsroutes direct tot Peking en langs de Yangtse Kiang
5. Rusland van China een betaling zou ontvangen van vijf miljoen roebel

Na het bekend worden van de voorwaarden van het verdrag werd Chonghou onmiddellijk veroordeeld tot de doodstraf. Zijn executie werd voorkomen door de internationale diplomatieke gemeenschap in Peking.
Het is nooit helemaal duidelijk geworden hoe dit voor China buitengewoon slechte onderhandelingsresultaat nu tot stand is gekomen.
De oorzaak van dit debacle werd door historici in de negentiende en begin twintigste eeuw gezocht in de onervarenheid van Chonghou in onderhandelingsprocessen. Latere historici hebben deze verklaring verworpen. Chonghou had ruim twintig jaar als diplomaat in Frankrijk, Groot-Brittannië en de Verenigde Staten gewerkt. De voorwaarden waren ook zo absurd dat iedere Chinese diplomaat de enorme weerstand en oppositie tegen het verdrag kon hebben verwacht.
De meeste hedendaagse historici gaan er dan ook van uit, dat Chonghou de overeenkomst gesloten moet hebben na voorafgaande consultatie van in ieder geval een aantal facties aan het hof in Peking. Die facties zouden in de euforie over de snelle herovering van Sinkiang een verdere grensoorlog met Rusland overwogen hebben en trachtten op die wijze daarvoor het juiste politieke klimaat te creëren.
In februari 1880 maakte de Chinese regering het besluit openbaar het verdrag niet te ratificeren. Beide partijen gingen over tot voorbereidingen tot vijandelijkheden. Die werden echter voorkomen omdat het tot nieuwe onderhandelingen kwam die leidden tot het verdrag van Sint-Petersburg van 1881.